# Beef ring
Los Beef rings (de Beef: Carne, vacuno y Ring: círculo, circuito), eran los procesos que seguían los granjeros antes de la existencia del frigorífico para tener siempre carne fresca durante el verano. Su existencia duró aproximadamente la primera mitad del siglo XX.
Se trataba de una operación liderada por un operador local (normalmente el carnicero del pueblo) que incluía la participación de otros miembros (los granjeros). Una vez a la semana, un granjero diferente cada vez, llevaba una res al matadero y la carne se repartía entre todos los demás miembros. Una vez que la carne se había dividido, se colocaba por trozos en papel de estraza y se llevaba a casa. La pieza de mayor tamaño se comía en primer lugar mientras lo demás se cocinaba y se colocaba en un lugar fresco antes de que se echara a perder. También se embotaba todo aquello que se podía como provisión para el invierno.
El miembro que proveía del animal al resto del grupo recibía las porciones de menor valor, como el hígado, morro, lengua, riñones, rabo, corazón, etcétera.
- Datos: Q4879759